# Danske kroner
 Denne artikel omhandler den danske valuta. Opslagsordet har også en anden betydning, se de danske kronregalier.
|  | "DKK" omdirigeres hertil, men kan også referere til Dansk Kennel Klub. |
Den danske krone (forkortet kr., ISO-kode: DKK) har været den officielle valuta i Danmark, Grønland og Færøerne siden 1. januar 1875.
Både ISO 4217-koden "DKK" og forkortelsen "kr." er i almen brug. Valutaen omtales på engelsk officielt som "Danish krone" og somme tider som "Danish crown".
En krone er underopdelt i 100 øre, hvilket ord muligvis stammer fra det latinske Aureus, der er en romersk guldmønt.
Danmark fører fastkurspolitik, sådan at kronens valutakurs er bundet til euroen via ERM II-aftalen.

## Historie
Den første danske mønt med kongens navn og landets navn er Svend Tveskægs penning (som senere blev til betegnelsen "penge"), der blev præget i et forholdsvis beskedent antal, formentlig som en slags prestigemønt, omkring 995.
Mønternes værdi rettede sig i mange år efter det materiales værdi som de var lavet af.
Senere blev møntprægningen samlet på to steder i Helstaten: Altona (perioden 1842-1861, møntmærke: rigsæble) og København (fra 1841, møntmærke skiftevis krone og hjerte, fra 1873 fast møntmærke: hjerte).
Kroner og øre blev indført ved en lov i 1873 og taget i brug 1. januar 1875, hvor de afløste rigsdaleren. 1 daler sattes da til 2 kroner, 1 mark til 33 1/3 øre og 1 skilling til 2 øre. 
Samtidig indførtes den skandinaviske møntunion, der fungerede frem til 1. verdenskrig. I møntunionen var mønternes værdi baseret på, at ét kg fint guld blev sat til en værdi af 2.480 kr.
Når der er inflation, mindskes købekraftsværdien af en krone. Dette har ført til, at de mindste mønter løbende er afskaffet, og de mindste sedler er erstattet af mønter. Den 1. april 1973 blev 1-øren og 2-øren afskaffet, i 1989 blev 5-øren og 10-øren afskaffet, og d. 1. oktober 2008 blev 25-øren afskaffet. Af sedler har tidligere cirkuleret: 1 krone (1914-1921), 5 kroner (1898-1960), 10 kroner (1875-1978) og 20 kroner (1979-1989), som i dag er mønter.
Den 11. august 2009 blev en ny seddelserie, Serie 2009, indført. Første seddel var en 50-kroneseddel. Serien fuldførtes i maj 2011 med indførelsen af en ny 1000-kroneseddel.
I 2016 ophørte danske sedler og mønter med at blive produceret i Danmark efter et udbud. Seddelproduktion er derefter blevet varetaget af det franske trykkeri Oberthur Fiduciaire SAS og mønterne er blevet slået af Mint of Finland (Suomen Rahapaja Oy).
Fra 31. maj 2026 vil alle sedler udstedt før 2009 være ugyldige. Allerede fra 2025 bliver de ugyldige som betalingsmiddel i butikker. Dette gælder ligeledes 1.000 sedlen fra 2009. Det skal dog bemærkes, at enkelte sedler har en højere samlerværdi end den påtrykte værdi.

## Kronens forhold til euro
Danmark valgte at beholde kronen som valuta, da en række andre EU-medlemmer afskaffede deres egen hidtidige selvstændige valuta til fordel for den fælles mønt euroen. Ifølge EU-traktaten er Danmark det eneste EU-land (siden Storbritannien forlod EU i 2020), der ikke principielt er forpligtet til at indføre euroen på et tidspunkt. I en folkeafstemning i 2000 sagde det danske folk nej til euroen med 53,2 % af de afgivne stemmer imod og 46,8 % for euroen. En ny folkeafstemning diskuteres somme tider, men vurderes ikke at være aktuel, da meningsmålinger lige siden finanskrisen har vist et ret stort flertal imod at erstatte kronen med euroen.
I stedet for at indføre euro trådte Danmark i 1999 ind i det nye europæiske fastkurssamarbejde, ERM II, der afløste det tidligere samarbejde ERM. I ERM II er euroen ankervaluta. Kronens centralkurs over for euro, 746,038 kr. pr. 100 euro, er beregnet ud fra centralkursen over for D-mark, som den danske krone tidligere opretholdt en fast kurs i forhold til. I praksis har Nationalbanken dog sørget for, at valutakursen holder sig inden for et meget mere snævert bånd, i årene 2004-2009 med et udsving på kun +/- 3 øre pr. Euro.
ERM II skal sikre et stabilt kursforhold mellem kronen og euroen, men er ikke helt problemfri. Den svenske nationaløkonom Lars Pålsson Syll ved Malmös Högskola mener, at den stærke danske krone har ført til en svækket dansk konkurrenceevne, stigende lønninger, inflation og høj rente. Da finanskrisen kom, valgte mange landes centralbanker at sænke deres pengepolitiske renter for at stimulere økonomien, mens Danmark faktisk en overgang måtte hæve renten for at fastholde fastkurspolitikken overfor euroen.
Siden Kroatien i 2023 indførte euroen som valuta, har Danmark og Bulgarien været de eneste lande i ERM II-samarbejdet udover eurolandene. Bulgarien forventes at deltage i Euro-samarbejdet fra 2025.

## Mønter og sedler
Almindelige danske gyldige mønter findes i følgende udgaver:
- 50 øre
- 1 kr.
- 2 kr.
- 5 kr.
- 10 kr.
- 20 kr.

Den nuværende serie af danske pengesedler fra 2009 findes i følgende udgaver:
- 50 kr.
- 100 kr.
- 200 kr.
- 500 kr.
- 1000 kr.

Endvidere er også alle andre danske pengesedler udstedt efter pengeombytningen i 1945 stadig gyldige, herunder pengesedler i de tidligere udstedte værdier. Dette er dog ikke længere tilfældet efter 31. maj 2026.
- 5 kr.
- 10 kr.
- 20 kr.

Til specielle lejligheder er der også udstedt gyldige mønter i andre store enheder som 100 kr., 200 kr., 500 kr., 1000 kr. og 3000 kr.
Udover de gyldige findes som samleobjekt for møntsamlere tidligere gangbare mønter i følgende udgaver:
1 øre, 2 øre, 5 øre, 10 øre, 25 øre og ½ kr. Der findes endvidere en række ikke gangbare sedler fra før pengeombytningen i 1945, herunder en 1-kroneseddel.